# كارميلو فاراوني
كان كارميلو فاراوني مديرًا فنيًا أرجنتينيًا لكرة القدم. وُلد في 15 يوليو في بوينس آيرس 1930، وتُوفي في 19 مايو 1993. كان من بين إنجازاته الصعود إلى الدرجة الأولى ثلاث مرات: مع ديبورتيفو إسبانيول، وأونيون (سانتا في)، وفيرو كاريل أويستي.

## مسيرته الرياضية
لم يكن فاراوني أبدًا لاعبًا محترفًا. أما كمُدرب، فقد درب العديد من الأندية مثل:
- ديبورتيفو إسبانيول (1966).[2]
- كيلمس (1967).
- كومونيكيشنز في غواتيمالا (1971).[3]
- أونيون دي سانتا في (1974).
- منتخب غواتيمالا "مباراتان" (1971).
- فيرو (1978).
- سان لورينزو (1980).[4]
- أونيون دي سانتا في (1981).
- بوكا جونيورز (1982- 1983).[5]
- جيمناسيا وإسجريما لابلاتا (1985).

كما قاد أيضًا المنتخب الوطني الأرجنتيني في عام 1967 عقب بطولة أمريكا الجنوبية. وفي عام 1968 قبل التصفيات الأولمبية في المكسيك التي لم يشارك فيها، وظل غائبًا حتى منتصف عام 1969 عندما ابتعد عن الفئة الأولى، ودرّب فرقًا مثل بانفيلد وأول بويز، وغيرها من الفرق.